# Налогоплательщик
Налогоплате́льщик — физическое лицо или юридическое лицо (организация), на которое возложена обязанность уплачивать налоги в муниципальные или государственные налоговые органы в соответствии с налоговым законодательством. Современные налогоплательщики могут иметь идентификационный номер, выдаваемый государством. Согласно Налоговому кодексу Российской Федерации, налог считается установленным, когда определены налогоплательщики и элементы налогообложения.
В России к налогоплательщикам относятся частные, государственные и муниципальные организации (юридические лица). Филиалы и обособленные подразделения организаций не являются налогоплательщиками, а исполняют их обязанности по уплате налогов по месту своего нахождения. Налогоплательщики—физические лица подразделяются на имеющих постоянное пребывание в России (налоговых резидентов) и лиц, не имеющих его (налоговых нерезидентов). Налоговые резиденты имеют полную налоговую ответственность, нерезиденты же обязаны уплатить налоги только с доходов, полученных в России.
Налогоплательщик не всегда обязан самостоятельно уплачивать налоги. В установленных российским налоговым законодательством случаях такая обязанность может быть возложена на налогового агента. Например, налоговым агентом является работодатель по отношению к заработной плате, выплачиваемой работникам. Налоговый агент может уплачивать налоги и для юридических лиц, например в случае получения доходов на территории России налогоплательщиками-иностранными лицам. Обязанности по исчислению, удержанию у налогоплательщика и перечислению налогов в бюджет могут также быть возложены на уполномоченных представителей.
Не всегда обязанность по уплате налога возлагается на лицо, несущее налоговое бремя, поэтому понятия «налогоплательщик» и «носитель налога» разделяются. Например, продавец, обязанный платить налог на добавленную стоимость, включает его в цену товара, таким образом перекладывая фактическую уплату налога на покупателя. По возможности переложения обязанности по уплате налогов на другое лицо налоги подразделяются на прямые и косвенные. К прямым относят налоги, уплачиваемые лицом, несущим налоговое бремя, например подоходные и имущественные налоги. Косвенные налоги — это надбавки к цене товаров и услуг, таким образом их оплачивает потребитель.